# Dinapur
Dinapur o Dinapore és una ciutat de Bihar, suburbi de Patna. La seva població el 1881 era de 37.893 habitants i el 1901 de 33.699 habitants; actualment s'estima en 130.000 habitants.
La rebel·lió dels sipais de 1857 al districte de Patna es va originar a Dinapur; els tres regiments allí estacionats es van revoltar el juliol; els europeus van fugir a Shahabad. Arrah fou assetjada i els reforços enviats van fracassar. Mercès a actes d'heroisme individual (Fraser M'Donell i Ross Mangles) la major part dels anglesos es van poder retirar en bots.